# It's Now or Never
〈It's Now or Never〉는 1960년 엘비스 프레슬리가 녹음한 발라드이다. 이탈리아 노래 〈'O Sole mio〉(에두아르도 디 카푸아 작곡)와 미국 가수 토니 마틴이 1949년 녹음한 〈There's No Tomorrow〉를 바탕으로 작곡되었다. 이중 후자가 프레슬리의 버전에 영감을 주었다. 가사는 에런 슈로더와 월리 골드가 작사했다. 싱글은 프레슬리의 두 번째로 가장 많이 팔린 싱글이고 역대 가장 많이 판매된 싱글 가운데 하나이다.
1950년대 말, 미군으로 징집되어 독일에 배치된 프레슬리는 마틴의 음원을 듣게 되었다. 《뉴욕 타임스》는 1986년 책 《비하인드 더 히트》(Behind The Hits)을 인용하여 다음과 같이 설명했다. "그는 그 아이디어를, 독일에 출장온 자기 음악 출판인 프레디 빈스톡에게 말했다 ...  프레슬리를 위해 여러 번 작곡가를 발굴해준 빈스톡은, 뉴욕에 있는 사무실로 돌아와, 당시 유일한 사람이었던 슈로더와 월리 골드를 발견했다. 그 두 명이 30분 동안 가사를 완성했다. 2,000만 장 넘게 판매된 노래는, 전 세계의 국가에서 1위를 휩쓸었으며 프레슬리의 가장 많이 팔린 싱글이 되었다 ... 20분에서 30분만에 아물려진 노래는, [그들] 경력에서 가장 성공한 노래가 된다."
1960년, 〈It's Now or Never〉은 미국에서 1위 음반으로서 5주간 정상에 머물렀고 영국에서는 8주간 정상에 머물렀다. 2005년 재발매되자 거듭 많은 국가에서 1위에 도달하는 데 성공, 2,500만 장 이상 판매되어 엘비스 프레슬리의 가장 성공한 국제 싱글로 자리잡았다. 영국 발매가 판매 권리로 말미암아 여러 차례 연기되자, 노래의 선행 주문이 점차 육중하게 되었고 영국 싱글 차트에 바로 1위로 도약했다. 이런 일은 매우 희귀한 일이었다. 〈It's Now or Never〉은 R&B 차트에서 최고 7위였다.
2005년 초, 영국에서 다른 프레슬리 싱글과 아울러 재판되어 2월 5일 영국 싱글 차트에 1위까지 도달했다. 이 재판된 싱글은 당시 영국 싱글 차트에서 1위를 달성한 가장 저조한 판매를 기록한 음반으로 기록되었으며 오슨의 2006년 싱글 〈No Tomorrow〉까지 그 기록을 지속했다. 노래는 TV 미니시리즈 《엘비스》에 출연한다.